# Омура, Такаёси
Такаёси Омура (яп. 大村孝佳 О:мура Такаёси) 26 декабря 1983, Осака) — японский гитарист, известный как по участию в нескольких хард-рок группах, так и по сольной карьере с участием американских и европейских рок-музыкантов (Марк Боалс, Виталий Куприй).

## Биография
Он родился 26 декабря 1983 года в Осаке. Начав играть на пианино в 3 года, впоследствии в возрасте 11 лет он перешёл на акустическую гитару и в 14 на электро. В 17 лет он начал писать и исполнять композиции в жанре хард-рок и хэви-метал.
Он сформировал группу Cross Hard в 2005 и выпустил «Eclipse From East» 25 мая 2005 года и «Cross Hard» в 2006 году. Впоследствии с басистом Cross Hard’s Каору, он собрал группу названную Gloria первый мини-альбом которой был выпущен 26 марта 2008.
В 2011 Омура выступал в качестве концертного гитариста у Марти Фридмана и вместе они посетили Россию весной того же года.
C 2012 года входит в состав Kami-Band группы Babymetal.

## Карьера

### Соло
- Такаёси Омура — (гитара)
- NOV — (вокал)
- Тим Миллер — (бас-гитара)
- Тадаси Окамото — (барабаны)
- Тосио Эгава — (синтезатор)

### Cross Hard
- Такаёси Омура (гитара)
- Кохэй (вокал)
- Каору (бас-гитара)
- Синго (барабаны)
- Тэру (синтезатор)

### Gloria
- Такаёси Омура (гитара, вокал)
- Каору (бас-гитара, вокал)
- Юки Аяма (барабаны)

## Гитары
Омура использует гитары ESP Artist Custom Guitars Series.
- ESP SE Ohmura Custom
- ESP Snapper Ohmura Custom «Brass Red»
- ESP Snapper Ohmura Custom «Eclipse Gold»
- ESP Snapper Ohmura Custom «Royal Silver»
- ESP Snapper-7 Ohmura Custom «Twinkle Pink»
- ESP M-SEVEN Ohmura Custom «Golden Moon»
- ESP Snapper-7 Ohmura Custom «Honey Gold»

## Оборудование
- Усилители:

Marshall JCM800 2203 + JVM410H + JCM800 2203KK + JCM900 SL-X + Marshall Vintage Modern 2246
Kemper Profiler Rack
- Педали эффектов и аксессуары

Sobbat DB-1 Drive Breaker
Ibanez Tube Screamer TS-9
BOSS NS-2 Noise Suppressor
BOSS TU-2 Chromatic Tuner
BOSS DD-3 Digital Delay
BOSS CH-1 Super Chorus
BOSS PH-3 Phase Shifter
BOSS PS-5 Super Shifter
BOSS GT-10 Guitar Effects Processor
Bootleg Dr. Mid Rich
Providence Anadime Chorus
Budda Wah Pedal
TC Electronic G-Major
EX-PRO Wireless System
Custom Audio Japan Mixer
Custom Audio Japan Power Supply
ESP 0.88 pick

## Дискография
- Nowhere To Go (2004)
- Eclipse From The East (With CROSS HARD) (2005)
- Power Of Reality (2006)
- Emotions In Motion (2007)
- Devils In The Dark (2012)
- Cerberus (2017)
- I.RI.S (2019)
- Angels In The Dark (2020)